# Anite di Tegea

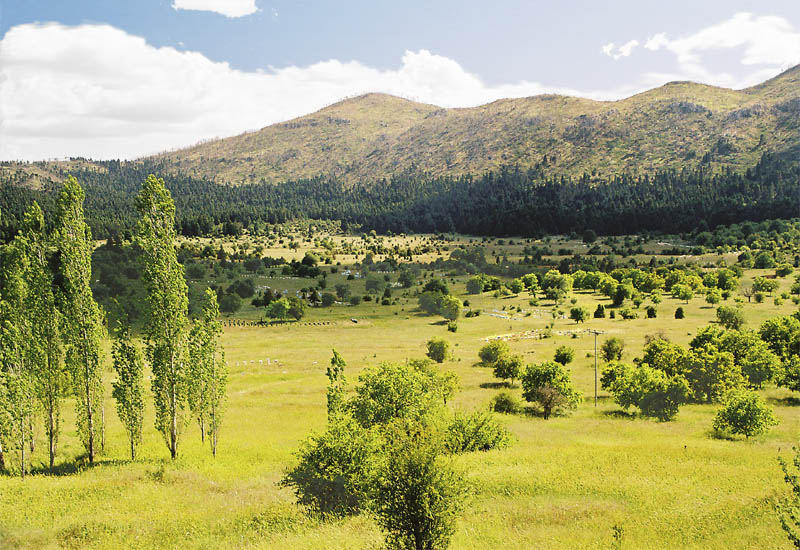
Paesaggio dell'Arcadia, patria di Anite

Anite di Tegea (in greco antico: Ἀνύτη Τεγεᾶτις?, Anýtē Tegeâtis; Tegea, fine del IV secolo a.C. – III secolo a.C.) è stata una poetessa greca antica.

## Biografia
Anite, proveniente da Tegea, in Arcadia, fu autrice di epigrammi ed epitaffi, nonché, a quanto pare, di componimenti di ispirazione epica, tanto che l'epigrammista Antipatro di Tessalonica la inserì tra le nove muse terrene, definendola "Omero donna".
Secondo molte fonti era a capo di una scuola di poesie e letteratura nel Peloponneso, di cui potrebbe essere stato allievo Leonida di Taranto, sicché ben si comprende come i suoi concittadini le avessero eretto una statua nel 290 a.C..

## Epigrammi
Diciannove dei suoi epigrammi, scritti in dialetto greco dorico, sono tramandati nel corpus dell'Antologia Palatina; altri due sono di attribuzione incerta.
Singolari sono i toni epici della sua poesia, ispirata alle leggende dell'Arcadia, ma è ricordata soprattutto per la sensibilità dei suoi epigrammi funebri.
Talvolta Anite evoca un paesaggio agreste, dipingendo vividamente la natura selvatica. Per prima sperimentò la fortunata commistione tra l'epigramma funebre e quello bucolico, dando vita a epitaffi delicati e patetici in cui narra l'ingiusta morte di animali, tema poi ripreso anche da Catullo nel Carme III del suo Liber.
e ad una cicala, ospite delle querce, 

tomba comune eresse Miro bambina; 

e infantili lacrime pianse, 

ché l’Ade cattivo fuggì con i suoi due balocchi.»
(AP, VII, 190)
La personalizzazione dell’epigramma è una delle più grandi innovazioni introdotte dalla poetessa: l'epitaffio passa dalla pietra alla letteratura trasformandosi in un genere soggettivo.
Tra le tematiche affrontate non manca l’attenzione per il mondo femminile, tipica di Saffo e poi anche di Nosside di Locri, e manifestata negli epitaffi dedicati alle fanciulle decedute poco prima delle nozze.
spinse alla casa di suo padre a frotte, 

per la nomea di beltà, di saggezza. La Parca funesta 
rotolò via, di tutti, le speranze.»
(AP, VII, 490)
Per concludere, non si può escludere che la poetessa si sia spostata dall’Arcadia, principalmente perché nei suoi epigrammi dimostra di conoscere la realtà marina, quando descrive una statua che guarda il mare. Questo dettaglio potrebbe far rientrare Anite nel novero delle "poetesse vaganti" che si spostavano da una sede all'altra del mondo greco per diffondere i loro canti:
scorgere dalla riva il luccicante mare, 

per dar felice la rotta ai navigatori: 

dintorno trema l’onda alla vista della sua fulgente statua.»
(AP, IX, 144)
In letteratura
- Anite di Tegea poesia della scrittrice italiana Sabrina Gatti, tratta dalla raccolta La pioggia sui vetri, Sabrina Gatti, LDS Edizioni